# ماکسیمیلیان پفینگر
ماکسیمیلیان پفینگر (انگلیسی: Maximilian Pfaffinger؛ زادهٔ ۶ مهٔ ۱۹۸۸) بازیکن فوتبال اهل آلمان است.